# هیدروسل
هیدروسل (به انگلیسی: Hydrocele) به معنی تجمع مایع در داخل اسکروتوم است. مایع معمولاً در بین لایه‌های احشایی (ویسرال) و جداری (پاریتال) غشای مهبلی (Tunica vaginalis) اطراف بیضه تجمع می‌یابد.
هیدروسل شایع‌ترین علت تورم اسکروتوم (کیسهٔ بیضه) است.

## بیماری هیدروسل چیست؟
هیدروسل یک ساختمان ایجاد شده از مایع آب مانند، اطراف یک یا دو بیضه می‌باشد که باعث می‌شود اسکروتوم، پوست بیضه یا ناحیه کشاله ران متورم شود. این بزرگی و تورم، ناراحت‌کننده و معمولاً بدون درد است و به‌طور کلی خطرناک نیست. اگر چه هیدروسل بیشتر در بچه‌های زیر یکسال دیده می‌شود، ولی در هر سنی از زندگی ممکن است اتفاق افتد.

## علائم بیماری
بیماری هیدروسل معمولاً علامت خاصی ندارد. هنگامی‌که هیدروسل بزرگ شود، از نظر شکل و ظاهر بدشکل می‌شود و احساس سنگینی در بیضه فرد ایجاد می‌کند و راه رفتن فرد را با اشکال مواجه می‌کند. گاهی باعث درد، تورم و قرمزی پوست بیضه شده و باعث فشار در قاعده آلت می‌شود.

## علت بیماری
علت اکثر هیدروسل‌ها نامشخص است. هیدروسلی که در بچه‌های زیر یکسال به‌وجود می‌آید، به معنای باز بودن ارتباط شکم با اسکروتوم می‌باشد و قبل از یک سالگی یا موقع تولد به‌طور طبیعی این ارتباط بسته می‌شود و هیدروسل خود به خود محو می‌گردد.
هیدروسلی که بعداً در طول زندگی به‌وجود می‌آید به علت ضایعه، ضربه و جراحی اسکروتوم یا ناحیه کشاله ران می‌باشد و ممکن است به علت التهاب یا عفونت بیضه یا اپی دیدیم به‌وجود می‌آید.
بیماری هیدروسل ممکن است ۱۰ درصد به علت سرطان بیضه یا سرطان کلیه به‌وجود آید. این فرم از هیدروسل در هر سنی به‌وجود می‌آید ولی بیشتر در سنین بالای ۴۰ سالگی به‌وجود می‌آید.

## تشخیص
تشخیص بر اساس معاینه بالینی می‌باشد. در معاینه بیضه، بزرگی آن قابل مشاهده است و پزشک از پشت بیضه نور به پوست بیضه می‌تاباند که به آن (TRANSILLUMINATION) گویند. این معاینه به منظور بررسی وجود توده در بیضه (سرطان بیضه) صورت می‌گیرد. وقتی نور به پوست بیضه تابیده می‌شود، مایع اطراف بیضه روشن می‌شود و وجود توده در این حالت رد می‌گردد. اگر توده یا سرطان وجود داشته باشد، نور از مایع رد نمی‌شود و مایع روشن نمی‌شود. تشخیص قطعی با انجام سونوگرافی بیضه می‌باشد.

## عوارض
به‌طور کلی هیدروسل خطرناک نیست و معمولاً بر باروری تأثیر نمی‌گذارد. با این حال، ممکن است هیدروسل با یک بیماری زمینه‌ای در بیضه مرتبط باشد و منجر به عوارض جدی شود.
بیماری‌های زمینه‌ای بیضه عبارتند از:
- عفونت یا سرطان بیضه

در هر دو صورت ممکن است تولید اسپرم کاهش یابد.
- فتق مغبنی

اگر بخشی از روده در دیواره شکم گیر کرده باشد، می‌تواند به عوارض مهلک و کشنده‌ای منجر شود.

## درمان
بیماری هیدروسل معمولاً خطرناک نیست و درمان زمانی صورت می‌گیرد که بیماری باعث ایجاد درد، اضطراب و خجالت شده باشد. در صورت کم کردن گردش خون بیضه نیز درمان باید انجام شود. اگر هیدروسل از نظر اندازه تغییر نکند یا کوچک شود، درمان ضرورتی ندارد.
تخلیه مایع هیدروسل از فرم‌های درمانی نمی‌باشد، چون اگر با سوزن مایع کشیده و هیدروسل کاملاً تخلیه شود، مجدداً عود می‌کند. چند دهه قبل هر مقدار مایع را تخلیه می‌کردند به همان مقدار داروی تتراسایکلین وارد ساک بیضه می‌کردند، ولی چون اثر درمانی بالایی نداشت و عود می‌کرد، این روش درمانی ادامه پیدا نکرد.
روش استاندارد و رایج امروزه، باز کردن پوست بیضه و لایه‌های مختلف روی بیضه و تخلیه مایع و لایه ای که در آن مایع جمع شده‌است می‌باشد. دوره استراحت بعد از عمل ۲ روز بوده و عمل به‌طور سرپایی انجام می‌شود.
بیماری هیدروسل در افراد کمتر از ۶۵ سال نیازی به درمان ندارد، اما در افراد مسن تر نباید از نظر درمان بی‌توجه گذشت. کشیدن مایع هیدروسل فقط در مردانی که از نظر جسمانی ضعیف اند و قادر به عمل جراحی نیستند، باید صورت گیرد. اگر هیدروسل بزرگتر شود و موجب ناراحتی بیمار گردد، عمل جراحی هیدروسلکتومی باید صورت گیرد.

## مراقبت‌های بعد از هیدروسلکتومی
پس از جراحی هیدروسل، شما احتمالاً به مدت چند روز نیاز به درناژ و تخلیه مایع و پانسمان خواهید داشت. برای تسکین درد و ناراحتی، پزشک ممکن است این موارد را به شما توصیه کند:
- استفاده از محافظ بیضه
- برای کمک به کاهش تورم، اعمال بسته‌های یخ بر منطقه تحت درمان

پزشک معمولاً معاینه بعدی را به شما توصیه می‌کند، زیرا هیدروسل ممکن است مجدداً برگردد.